# Alexandru Todea
Alexandru Todea (Teleac, Romania, 5 de juny de 1912 - 22 de maig de 2002), va ser arquebisbe de Făgăraş i Alba Iulia i cardenal.
Va ser ordenat sacerdot el 25 de març de 1939 en el ritu bizantí-romanès. El 4 de juliol de 1950 va ser triat bisbe titular de Cesaropoli i va ser consagrat en una cerimònia clandestina el 19 de novembre de 1950. El 1951, va ser arrestat i va passar més d'una dècada a la presó a causa de la seva activitat religiosa. El 1964, va ser indultat i des de llavors va ser molt actiu en la reorganització de la comunitat catòlica del seu ritu.
El 14 de març de 1990 va ser escollit per la seu metropolitana de Făgăraş i Alba Iulia.
El cardenal Todea va participar en 1990 en la VIII Assemblea General Ordinària del Sínode dels Bisbes (30 de setembre-28 d'octubre de 1990) sobre la formació dels sacerdots en les circumstàncies del present. També va ser president de la Conferència Episcopal de Romania (març de 1991-1994).
Va ser creat i proclamat cardenal per Joan Pau II en el Consistori del 28 de juny de 1991, del títol de Sant Anastasi a la Via Tiburtina. El 1992 fou elegit membre d'Honor de l'Acadèmia de Romania. El 20 de juliol 1994, va renunciar com a arquebisbe de Făgăraş i Alba Iulia. El cardenal Todea va morir el 22 de maig de 2002.